# Carlshamniana
Carlshamniana är sedan 1986 namnet på en lokalhistorisk årsbok som ges ut av Föreningen Karlshamns museum. Boken innehåller varje år 5-15 artiklar om ett historiskt ämne med anknytning till Karlshamn samt en årskrönika med de viktigaste händelserna i Karlshamn varje månad det senaste året.
Årsbokens omslag visar en detalj av en väggmålning som förvaras på Karlshamns museum.